# Vejna
Vêjna (italijansko monte Grisa) je grič v Trstu med Kontovelom in Barkovljami z nadmorsko višino 330 m. Z Vejne je mogoč pogled na Trst, celotni Tržaški zaliv in še dlje.
Na Vejni je Marijino svetišče.